# All the Right Reasons
All the Right Reasons är det kanadensiska rockbandet Nickelbacks femte studioalbum, utgivet den 4 oktober 2005. Albumet är det första albumet med den nya trummisen Daniel Adair som ersatte Ryan Vikedal. Albumet är dedicerat till Dimebag Darrell, som också låten "Side of a Bullet" handlar om.
All the Right Reasons hade sålt sju miljoner exemplar i USA 28 februari 2009. Albumet var det tredje albumet på rad för Nickelback som kom på första plats deras hemland Kanada, och sålde över 60 000 exemplar sin första vecka och toppade deras föregående album Silver Side Up och The Long Road vilka också blev ettor. Silver Side Up öppnade med 43 000 sålda exemplar och The Long Road öppnade med 45 000.
Sju singlar släpptes från albumet: "Photograph", "Animals", "Savin' Me", "Far Away", "Rockstar", "If Everyone Cared" och "Side of a Bullet".

## Låtlista
1. "Follow You Home" – 4:20
2. "Fight for All the Wrong Reasons" – 3:44
3. "Photograph" – 4:19
4. "Animals" – 3:06
5. "Savin' Me" – 3:39
6. "Far Away" – 3:58
7. "Next Contestant" – 3:34
8. "Side of a Bullet" – 3:00
9. "If Everyone Cared" – 3:38
10. "Someone That You're With" – 4:01
11. "Rockstar" – 4:15